# Niels Truidsen Ulfstand
 Der er for få eller ingen kildehenvisninger i denne artikel, hvilket er et problem. Du kan hjælpe ved at angive troværdige kilder til de påstande, som fremføres i artiklen.

Niels Truidsen Ulfstand (1526 – 1575) var søn af Truid Gregersen Ulfstand og Ide Brock og havde fra Barsebæk herregård, som han arvede fra moderen, tilnavnet til Barsebæk. Desuden havde han part i Vemmetofte på Sjælland og i Torup i Skåne, arvet henholdsvis efter broderen Jens og broderen Lave. 
Han tjente i årene 1549-1552 som Hofsinde og var 1557-1558 Kongens Skænk. I Ditmarskerkrigen 1559 blev han hårdt såret, men kunne dog i 1561 ledsage enkedronningen Dorothea af Sachsen-Lauenburg til datterens bryllup i Celle. I Den Nordiske Syvårskrigs første år gjorde han tjeneste som Tøjmester ved hæren. 
I 1557 havde han fået Stegehus og Møn i forlening, men han kom her i så betydelige restancer, at han i 1563 mistede lenet. I 1566 fik han lenet tilbage efter en kort tid at have været lensmand på Vordingborg, men beholdt det kun nogle få måneder og fik siden ikke flere forleninger. Derimod blev han 1571 øverste Falkemester og beholdt vist denne stilling til sin død. 
Han døde i 1575 på Amager, og dagen efter døde hans hustru, Margrethe Herlufsdatter Skave, som han året før var gift med, i barselseng.
En datter Sophie giftede sig med Claus Mouridsen Podebusk, som også ejede herregården Krapperup. 